# Николај Антонов
Николај Јакимов Антонов (буг. Николай Якимов Антонов; Разград 17. август 1968) је бивши бугарски атлетичар. Почео је као спринтер на 200 метара и освојио Светско првенство у дворани 1991, да би при крају каријере 1993. године скакао у даљ.
Његов лични рекорд је 20,20 секунди, који је постигао у полуфиналу Светског првенства на отвореном 1991. одржаном у Токију, чиме је поставио и бугарски рекорд. Његов лични рекорд у скоку удаљ је 8,21 метара, постигнут у јулу 1994. у Пловдиву.
Антонов је учествовао и на Олимпијским играма 1992. у Барселони, где је резултатом 20,55 секунди стигао до полуфинала.
Након завршетка каријере живи у свом родном граду. Године 2003, Антонов је покушао да изврши самоубиство, секући вене. Разлог је, као што је објављено, највероватније тешка финансијска ситуација.

## Значајнији резултати
| Година | Такмичење                       | Место                | Пласман | Резултат  |       |
| ------ | ------------------------------- | -------------------- | ------- | --------- | ----- |
| 1986.  | Светско јуниорско првенство     | Атина, Грчка         | 7.      | 100 м     | 10,53 |
| 1986.  | Светско јуниорско првенство     | Атина, Грчка         | 4.      | 200 m     | 21,37 |
| 1986.  | Светско јуниорско првенство     | Атина, Грчка         | 10.     | 4 × 100 м | 40,56 |
| 1988   | Европско првенство у дворани    | Будимпешта, Мађарска | 2       | 200 м     | 20,65 |
| 1990   | Европско првенство у дворани    | Глазгов, Шкотска     | 2       | 200 м     | 21,04 |
| 1990   | Европско првенство на отвореном | Сплит, СФРЈ          | 5       | 200 м     | 20,68 |
| 1991   | Светско првенство у дворани     | Севиља, Шпанија      | 1       | 200 м     | 20,67 |
| 1991   | Светско првенство на отвореном  | Токио, Јапан         | 7       | 200 м     | 20,59 |
| 1992   | Европско првенство у дворани    | Ђенова, Италија      | 1       | 200 м     | 20,41 |
| 1993   | Светско првенство у дворани     | Торонто, Канада      | 5       | 200 м     | 21,20 |
| 1993   | Светско првенство на отвореном  | Штутгарт, Немачка    | 6       | скок удаљ | 7,97  |